# Фріц Кведнов
Фріц Кведнов (нім. Fritz Quednow; 6 квітня 1914, Берлін, Німецька імперія — 27 квітня 1943, біля Туніса, Туніс) — офіцер парашутних частин люфтваффе, гауптман (капітан) (посмертно). Кавалер Лицарського хреста Залізного хреста (посмертно).

## Нагороди
- Залізний хрест 2-го і 1-го класу
- Німецький хрест в золоті (22 травня 1943) — нагороджений посмертно; як обер-лейтенант 3-го єгерського батальйону «Герман Герінг».
- Лицарський хрест Залізного хреста (5 квітня 1944) — нагороджений посмертно; як гауптман і командир роти парашутно-танкового полку 1-ї парашутно-танкової дивізії «Герман Герінг».